# ملعب إدواردو غالاردون
ملعب إدواردو غالاردون (بالإنجليزية: Estadio Eduardo Gallardón)‏ هو ملعب كرة قدم يقع في الأرجنتين، يتسع لـ 33,542 متفرج.

## التاريخ
افتتح الملعب في 28 سبتمبر 1940.